# Équipe des États-Unis féminine de hockey sur glace
Cet article traite de l'équipe féminine. Pour l'équipe masculine, voir Équipe des États-Unis de hockey sur glace.
L'équipe des États-Unis féminine de hockey sur glace est la sélection nationale des États-Unis regroupant les meilleures joueuses américaines de hockey sur glace féminin lors des compétitions internationales. Elle est sous la direction de USA Hockey, nom de la fédération américaine de hockey sur glace.
Les États-Unis sont classés 2e sur 46 équipes au classement IIHF 2024 .

## Historique
En 2016-2017, l'équipe nationale féminine est au cœur d'un bras de fer avec la fédération de Hockey des États-Unis. L'objet de celui-ci est l'inégalité des rémunérations et conditions d'exercice pour la sélection féminine, notamment en comparaison des moyens donnés par la fédération pour la sélection masculine. A travers leur avocat ainsi que certaines joueuses emblématiques comme la capitaine Meghan Duggan, il est publiquement expliqué que les athlètes féminines sont payées uniquement pendant 6 mois, pour un salaire de 1 000 dollars par mois, sur le cycle de 4 ans de préparation des jeux olympiques,.  Les joueuses souhaitent également des investissements concernant le développement du hockey féminin junior, du niveau de compétition et de leur visibilité.
Après 14 mois de négociations, la sélection américaine annonce le 15 mars qu'elle envisage le boycott du championnat du monde, ayant lieu quelques jours plus tard (31 mars) à Plymouth, dans le Massachusetts. Nouvelle localisation du programme de développement de la fédération de Hockey, l'absence des américaines dans la compétition serait un coup préjudiciable et médiatisé envers la fédération. Les joueuses sont publiquement soutenues par les associations de joueurs de la NBA, WNBA, MLB et la LNH.
La fédération tente de recruter des joueuses de niveau inférieur mais essuie des refus, par solidarité avec le mouvement ou par simple indisponibilité. Elle cède finalement et trouve un arrangement avec l'équipe nationale le 27 mars, quatre jours avant le début de la compétition. Malgré l'annulation du camp d'entrainement qui aurait dû se dérouler pendant les négociations, la sélection féminine emporte une nouvelle fois la médaille d'or.
En 2018, la sélection américaine remporte pour la première fois depuis 1998 la médaille d'or aux Jeux olympiques de Pyeonchang, mettant fin à 20 ans de règne canadien par une victoire en tir de fusillade.

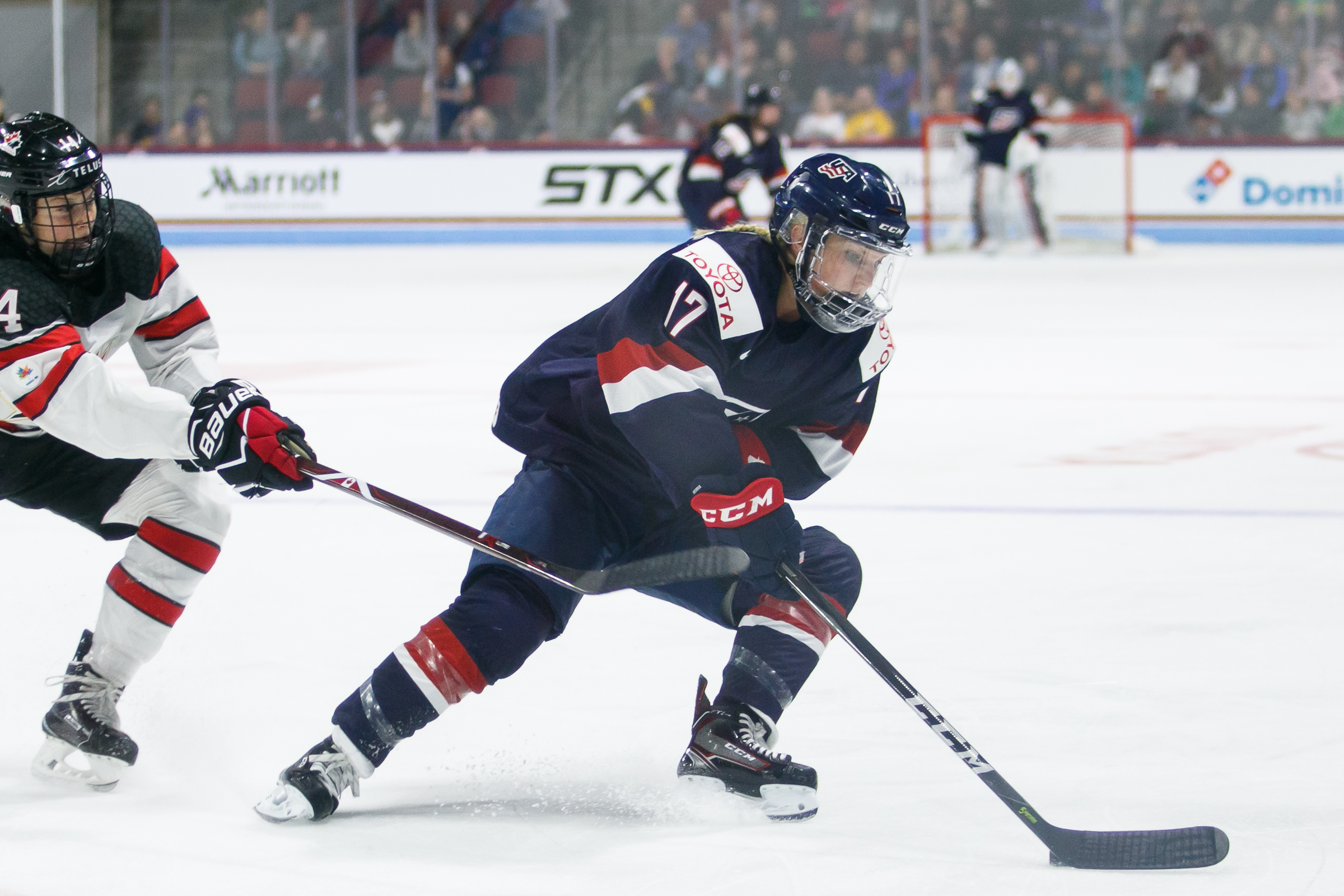
Jocelyne Lamoureux, États-Unis vs Canada, Octobre 2017

## Effectif
| No    | Nom                         | Position   | Club                               |
| ----- | --------------------------- | ---------- | ---------------------------------- |
| +002, | Lee Stecklein - A           | Défenseuse | PWHPA Minnesota                    |
| +003, | Cayla Barnes                | Défenseuse | Eagles de Boston College (NCAA)    |
| +004, | Caroline Harvey             | Défenseuse | North American Hockey Academy      |
| +005, | Megan Keller                | Défenseuse | PWHPA New Hampshire                |
| +009, | Megan Bozek                 | Défenseuse | KRS Vanke Rays (JHL)               |
| +011, | Abby Roque                  | Attaquante | PWHPA Minnesota                    |
| +012, | Kelly Pannek                | Attaquante | PWHPA Minnesota                    |
| +013, | Grace Zumwinkle             | Attaquante | Golden Gophers du Minnesota (NCAA) |
| +014, | Brianna Decker - A          | Attaquante | PWHPA New Hampshire                |
| +015, | Savannah Harmon             | Défenseuse | PWHPA Minnesota                    |
| +016, | Hayley Scamurra             | Attaquante | PWHPA New Hampshire                |
| +018, | Jesse Compher               | Attaquante | Terriers de Boston (NCAA)          |
| +019, | Jincy Dunne                 | Défenseuse | PWHPA New Hampshire                |
| +020, | Hannah Brandt               | Attaquante | PWHPA Minnesota                    |
| +021, | Hilary Knight - A           | Attaquante | PWHPA Minnesota                    |
| +024, | Dani Cameranesi             | Attaquante | PWHPA Minnesota                    |
| +025, | Alexandra Carpenter         | Attaquante | KRS Vanke Rays (JHL)               |
| +026, | Kendall Coyne Schofield - C | Attaquante | PWHPA Minnesota                    |
| +028, | Amanda Kessel               | Attaquante | PWHPA New Hampshire                |
| +029, | Nicole Hensley              | Gardienne  | PWHPA New Hampshire                |
| +033, | Alex Cavallini              | Gardienne  | PWHPA Minnesota                    |
| +035, | Maddie Rooney               | Gardienne  | PWHPA Minnesota                    |
| +037, | Abbey Murphy                | Attaquante | Golden Gophers du Minnesota (NCAA) |

## Résultats

### Jeux olympiques
- 1998 -  Médaille d'or
- 2002 -  Médaille d'argent
- 2006 -  Médaille de bronze
- 2010 -  Médaille d'argent
- 2014 -  Médaille d'argent
- 2018 -  Médaille d'or
- 2022 -  Médaille d'argent

### Championnats du monde
- 1990 —  Deuxième
- 1992 —  Deuxième
- 1994 —  Deuxième
- 1997 —  Deuxième
- 1999 —  Deuxième
- 2000 —  Deuxième
- 2001 —  Deuxième
- 2003 — Division élite annulée
- 2004 —  Deuxième
- 2005 —  Champion
- 2007 —  Deuxième
- 2008 —  Champion
- 2009 —  Champion
- 2011 —  Champion
- 2012 —  Deuxième
- 2013 —  Champion
- 2014 — Division élite non disputée
- 2015 —  Champion
- 2016 —  Champion
- 2017 —  Champion
- 2018 — Division élite non disputée
- 2019 —  Champion
- 2020 — Pas de compétition en raison de la pandémie de coronavirus[9]
- 2021 —  Deuxième

### Coupe des quatre nations
- 1996 —  Deuxième
- 1997 —  Premier
- 1998 —  Deuxième
- 1999 —  Deuxième
- 2000 —  Deuxième
- 2001 — Ne participe pas en raison des attentats du 11 septembre 2001
- 2002 —  Deuxième
- 2003 —  Premier
- 2004 —  Deuxième
- 2005 —  Deuxième
- 2006 —  Deuxième
- 2007 —  Deuxième
- 2008 —  Premier
- 2009 —  Deuxième
- 2010 —  Deuxième
- 2011 —  Premier
- 2012 —  Premier
- 2013 —  Troisième
- 2014 —  Deuxième
- 2015 —  Premier
- 2016 —  Premier
- 2017 —  Premier
- 2018 —  Premier
- 2019 — Annulée du fait d'un conflit avec l'organisation
- 2020 —  Annulée du fait de la pandémie de Covid-19

### Championnats du Pacifique
- 1995 —  Deuxième
- 1996 —  Deuxième

### Classement mondial
| Année | Rang | Points | Progression |
| ----- | ---- | ------ | ----------- |
| 2003  | 2    | 1 740  | -           |
| 2004  | 2    | 2 900  | ±0          |
| 2005  | 2    | 2 940  | ±0          |
| 2006  | 2    | 2 890  | ±0          |
| 2007  | 2    | 2 890  | ±0          |
| 2008  | 2    | 2 930  | ±0          |
| 2009  | 1    | 2 960  | +1          |
| 2010  | 2    | 2 950  | -1          |
| 2011  | 1    | 2 970  | +1          |
| 2012  | 2    | 2 940  | -1          |

| Année      | Rang | Points | Progression |
| ---------- | ---- | ------ | ----------- |
| 2013       | 1    | 2 960  | +1          |
| Fév. 2014  | 2    | 2 940  | -1          |
| Avril 2014 | 2    | 4 100  | ±0          |
| 2015       | 2    | 3 830  | ±0          |
| 2016       | 1    | 3 560  | +1          |
| 2017       | 1    | 3 280  | ±0          |
| Fév. 2018  | 1    | 4 190  | ±0          |
| Avril 2018 | 1    | 4 200  | ±0          |
| 2019       | 1    | 3 900  | ±0          |
| 2020       | 1    | 3 600  | ±0          |
| 2021       | 1    | 3 260  | ±0          |
| 2022       |      |        |             |
| 2023       |      |        |             |
| 2024       | 2    | 4 210  | ±0          |

Note : Promue ;  Reléguée

## Équipe moins de 18 ans

### Championnat du monde moins de 18 ans
L'équipe des moins de 18 ans a participé dès la première édition du championnat du monde pour cette catégorie.
- 2008 —  Champion
- 2009 —  Champion
- 2010 —  Deuxième
- 2011 —  Champion
- 2012 —  Deuxième
- 2013 —  Deuxième
- 2014 —  Deuxième
- 2015 —  Champion
- 2016 —  Champion
- 2017 —  Champion
- 2018 —  Champion
- 2019 —  Deuxième
- 2020 —  Champion
- 2021 — Pas de compétition en raison de la pandémie de coronavirus